# Тиграй (регион)
Тиграй е един от регионите на Етиопия. Разположен в е северната част на страната и граничи на запад със Судан, а на север с Еритрея. Площта на региона е 84 722 km², а населението e 5 056 000 души (по изчисления за юли 2015 г.).. Столицата на региона на южните нации е град Мекеле. Официалният език в този регион е амхарският, но се използва и тигриня.
Тиграй е разделен на 4 зони, а всяка зона е разделена на общини, в Етиопия наричани уореди. Уоредите на Тиграй са общо 36.